# Холдер, Джеффри
Джеффри Ламонт Холдер (англ. Geoffrey Lamont Holder; 1 августа 1930 — 5 октября 2014) — тринидадско-американский актёр, танцор и хореограф. Лауреат премий «Тони» и «Драма Деск».

## Биография и карьера
Холдер родился в Порт-оф-Спейн, столице Тринидад и Тобаго. Получил образование в школе Транквилити и Королевском колледже в Порт-оф-Спейн. В возрасте семи лет он дебютировал в танцевальной труппе своего брата Боско Холдера.
Увидев его выступление на острове Сент-Томас (Виргинские острова), хореограф Агнес де Милль пригласила Холдера поработать с ней в Нью-Йорке. По прибытии он поступил в танцевальную школу Кэтрин Данэм, где два года преподавал фольклорные формы.
С 1955 по 1956 год он выступал в балете Метрополитен-опера в качестве солиста.
Оставив балет, он дебютировал на Бродвее в мюзикле Гарольда Арлена и Трумена Капоте «Дом цветов». Во время работы над «Домом цветов» Холдер встретил Элвина Эйли, с которым он позже много работал, и Кармен де Лавалейд, его будущую жену. После закрытия шоу он участвовал в полностью чёрной постановке пьесы «В ожидании Годо» в 1957 году.
Его карьера в кино началась в 1957 году с появления в приключенческом фильме «Карибское золото» (в роли танцора Вуду). В 1962 году он снялся в британском фильме «Всю ночь напролёт», современном ремейке шекспировского «Отелло». За этим последовал «Доктор Дулиттл» (1967), где Холдер исполнил роль Уилли Шекспира, лидера туземцев с острова Си-Стар. В 1972 году он получил второстепенную роль чародея в фильме «Всё, что вы всегда хотели знать о сексе, но боялись спросить». В 1973 году он сыграл роль злодея барона Субботы в фильме о Бонде «Живи и дай умереть». Он также внёс свой вклад в хореографию фильма.
В 1975 году Холдер выиграл две премии «Тони» за режиссуру и дизайн костюмов мюзикла «Виз», афроамериканской интерпретации сказки «Удивительный волшебник из страны Оз». Холдер был первым чернокожим, номинированным в этих категориях. Кроме того, он выиграл премию Драма Деск за выдающийся дизайн костюмов.
В фильме 1982 года «Энни» Холдер исполнил роль Пенджаба. Он сыграл Нельсона в фильме 1992 года «Бумеранг» с Эдди Мерфи.
Холдер умер на Манхэттене от осложнений пневмонии 5 октября 2014 года в возрасте 84 лет.

## Семья и увлечения
Джеффри Холдер женился на Кармен де Лавалейд в 1955 году. Они прожили свою совместную жизнь в Нью-Йорке, и у них родился сын Лео. В 2005 году об их жизни был снят документальный фильм «Кармен и Джеффри».
Старший брат Джеффри Холдера, Боско Холдер, был танцором, хореографом и артистом. Сын Боско, Кристиан Холдер, также стал танцором, хореографом и артистом.
Джеффри Холдер был плодовитым художником (покровителями его искусства были Лина Хорн и Уильям Фрэнк Бакли-младший). В качестве художника он выиграл стипендию Гуггенхайма в области изящных искусств в 1956 году.

## Избранная фильмография
- Карибское золото / Carib Gold (1957)
- Всю ночь напролёт / All Night Long (1962)
- Доктор Дулиттл / Doctor Dolittle (1967)
- Всё, что вы всегда хотели знать о сексе, но боялись спросить / Everything You Always Wanted to Know About Sex* (1972)
- Живи и дай умереть / Live and Let Die (1973)
- Энни / Annie (1982)
- Бумеранг / Boomerang (1992)
- Чарли и шоколадная фабрика / Charlie and the Chocolate Factory (2005) — закадровый голос